# 半場友恵
半場 友恵（はんば ともえ、1972年6月9日 - ）は、日本の女性声優。東京都出身。アーツビジョン所属。

## 人物
日本ナレーション演技研究所卒業。趣味・特技はリス、水泳。
役柄としては、明るく快活な娘から元気な少女役まで演じる。
笹本優子、倉田雅世、高木礼子と半場の低身長4人組で「ちびっこ部隊」というユニットを組んでいた。

## 出演
太字はメインキャラクター。

### テレビアニメ
1996年
- 勇者指令ダグオン（少年）

1997年
- クレヨンしんちゃん（1997年 - 2000年、タクヤ、ウェイトレス）
- 勇者王ガオガイガー（1997年 - 2005年、卯都木命 / 機界新種〈ゾヌーダロボ〉、ピルナス） - 2シリーズ
- HARELUYA II BØY（女子たち、友人 壱、客、愛原めぐみ、女生徒たち、彩方戦隊シックショック、客たち、小学生たち、子供たち、伊部の子分 他）
- VIRUS -VIRUS BUSTER SERGE-（女性記者、女C）
- 剣風伝奇ベルセルク（コレット）
- 深海伝説MEREMANOID（ジョゼ）

1998年
- サイレントメビウス（少女）
- ふしぎなメルモ（リニューアル版）（ヒトミ、チヨコ）
- 熱沙の覇王ガンダーラ（リンダ）
- 時空転抄ナスカ（護衛の女）
- 超魔神英雄伝ワタル（スリーピー）
- 快傑蒸気探偵団 TV ANIMATION SERIES（少女）
- どっきりドクター（夏樹）

1999年
- 小さな巨人 ミクロマン（水沢麻美）
- セイバーマリオネットJ to X（エリル）
- Bビーダマン爆外伝V（フェアリーボン）
- イケてる2人（甘糟真希）
- イソップワールド（サンコン）
- ∀ガンダム（フレックル）
- GTO（太田秀美）
- ジバクくん（リン）

2000年
- サイボーグクロちゃん（岡田チエコ）
- 女神候補生（フィルフレイラ・ディード）
- 学校の怪談（2000年 - 2001年、二宮金次郎像、清原美園）

2001年
- テイルズ オブ エターニア THE ANIMATION（ミニマ）
- 超GALS!寿蘭（キミドリ）
- シスター・プリンセス（2001年 - 2002年、四葉） - 2シリーズ
- スターオーシャンEX（プリシス・F・ノイマン）
- FF：U 〜ファイナルファンタジー:アンリミテッド〜（2001年 - 2002年、クポ、アウラ）
- ガイスターズ FRACTIONS OF THE EARTH（シャイ・タンナ）
- ココロ図書館（深海みさと）

2002年
- とっとこハム太郎（栗原くるみ〈2代目〉）
- ポケットモンスター（ロココ）
- フルメタル・パニック!（内田マユ子）
- シャーマンキング（マッチ）
- 陸上防衛隊まおちゃん（築島空子）
- 東京ミュウミュウ（西園寺カンナ、只野さつき）
- プリンセスチュチュ（ハーミア）
- 灰羽連盟（スミカ）
- 星のカービィ（2002年 - 2003年、シリカ）

2003年
- ポケットモンスター アドバンスジェネレーション（2003年 - 2006年、レイコ、カズキ、アメモース、ゼニガメ、マネネ〈代役〉 他）
- ガンパレード・マーチ 〜新たなる行軍歌〜（森精華）
- 魔法遣いに大切なこと（多佳子の息子）
- 人間交差点（菊島あけみ）
- スクラップド・プリンセス（スィン、シーズ・アーティラリイ）
- GAD GUARD（イサ）
- LAST EXILE（ルシオラ、ドゥーニャの弟）
- アストロボーイ・鉄腕アトム（西野達夫）
- まっすぐにいこう。（空）
- ミッドナイトホラースクール（2003年 - 2004年、ノイジー、インキー）
- ポポロクロイス（2003年 - 2004年、ルナ）

2004年
- ふたつのスピカ（柴田かさね）
- 探偵学園Q（真琴）
- それいけ!ズッコケ三人組（クシナ姫）
- BLEACH（2004年 - 2007年、おさげ幽霊、女の子）
- 巌窟王（2004年 - 2005年、フランツ〈少年時代〉）

2005年
- まじめにふまじめ かいけつゾロリ（2005年 - 2006年、ミリー）
- エレメンタル ジェレイド（フィロ〈フィアズーフ＝エクリロール〉）
- BLACK CAT（2005年 - 2006年、ターニャ）
- CLUSTER EDGE（少女）
- ガイキング LEGEND OF DAIKU-MARYU（2005年 - 2006年、ダイヤの母、ローサ副長）
- 名探偵コナン（2005年 - 2021年、藤堂先生、女性A、八木沢まなみ、女、受付、尾上麻華、梅津泰子、女性鑑識員、今岡汀、油井英香）

2006年
- デュエル・マスターズ シリーズ（2006年 - 2007年、鬼怒川先生、スワン、お坊ちゃま、セプテン） - 3シリーズ
- 陰からマモル!（少年時代のマモル）
- よみがえる空 -RESCUE WINGS-（井上奈津子、司会者）
- 魔界戦記ディスガイア（エトナ）
- ザ・サード 〜蒼い瞳の少女〜（ラザリ）
- RAY THE ANIMATION（さやか）
- サルゲッチュ 〜オンエアー〜（2006年 - 2007年、ハルカ、ウッキーピンク、先生サル） - 2シリーズ
- それいけ!アンパンマン（2006年 - 2023年、そらまめおばさん〈2代目〉、タオルくん〈2代目〉、マーガレット姫〈代役〉、キララちゃん〈3代目〉、クリスタル姫〈2代目〉）
- NARUTO -ナルト-（鞍馬八雲）
- 天保異聞 妖奇士（弟）

2007年
- 祝!(ハピ☆ラキ)ビックリマン（すやすや天女）
- ひだまりスケッチ（2007年 - 2008年、岸麻衣子） - 2シリーズ
- おおきく振りかぶって（2007年 - 2010年、三橋尚江、アナウンス） - 2シリーズ
- ポケットモンスター ダイヤモンド&パール（映画宣伝コーナーナレーション）

2008年
- のらみみ（更科） - 2シリーズ
- クリスタル ブレイズ（ユーコ）
- スティッチ!（2008年 - 2011年、タロウ、リロ） - 3シリーズ

2009年
- ソウルイーター（シュタインの少年時代）
- 鋼の錬金術師 FULLMETAL ALCHEMIST（2009年 - 2010年、グレイシア・ヒューズ）

2010年
- 君に届け（片山はるか）
- kiss×sis（母）

2011年
- THE IDOLM@STER（春香の母）

2012年
- ブラック★ロックシューター（ヨミの母）

2014年
- ミミちゃん（2014年 - 2023年、村瀬ヒナコ、雷門早穂） - 3シリーズ

2015年
- ONE PIECE（ドンキホーテ・ドフラミンゴ〈幼少期〉）
- アクエリオンロゴス（灰吹陽〈幼少期〉）

2016年
- ハイキュー!! セカンドシーズン（中島愛）

2017年
- ドラえもん（テレビ朝日版第2期）（2017年 - 2024年、男子①、女の子①、クラスメイト2、クラスメイト①、母カッパ）
- サクラダリセット（マリの母親）

2018年
- 伊藤潤二『コレクション』（マリエ）
- イナズマイレブン アレスの天秤（幼いタツヤ）
- 俺が好きなのは妹だけど妹じゃない（四葉）
- からくりサーカス（2018年 - 2019年、トム、シャロン・モンフォール）

2020年
- アサティール 未来の昔ばなし（マーウィア）

2021年
- ふしぎ駄菓子屋 銭天堂（宇沢史郎）

2022年
- デリシャスパーティ♡プリキュア（2022年 - 2023年、メンメン、ここねの伯母、喜屋武ヒロ子、ピーマン大王）

2023年
- ジョジョの奇妙な冒険 ストーンオーシャン（エンリコ・プッチ〈幼少期〉）

### 劇場アニメ
1999年
- ハッピーバースデー 命かがやく瞬間（野村真智子）
- 小さな巨人 ミクロマン 大激戦!ミクロマンVS最強戦士ゴルゴン（水沢麻美）

2004年
- ハウルの動く城

2005年
- 劇場版ポケットモンスター アドバンスジェネレーション ミュウと波導の勇者 ルカリオ（ゼニガメ）

2006年
- 名探偵コナン 探偵たちの鎮魂歌（CRY部員）
- 劇場版ポケットモンスター アドバンスジェネレーション ポケモンレンジャーと蒼海の王子 マナフィ（ゼニガメ）

2007年
- それいけ!アンパンマン シャボン玉のプルン（ハッキー）

2008年
- 劇場版 ゲゲゲの鬼太郎 日本爆裂!!（日比野マヤ）

2014年
- 名探偵コナン 異次元の狙撃手（図書館従業員）

2016年
- 名探偵コナン 純黒の悪夢（キャスト）

2019年
- LUPIN THE IIIRD 峰不二子の嘘（ジーン）

2022年
- 映画 デリシャスパーティ♡プリキュア 夢みる♡お子さまランチ! / わたしだけのお子さまランチ（メンメン）

2024年
- 名探偵コナン 100万ドルの五稜星（看護師）

### OVA
1995年
- 未来超獣FOBIA（星野美佳）
- 楽勝!ハイパードール（プールの女、アベック女）

1996年
- ガルフォース・ザ・レボリューション（1996年 - 1997年、クルー、副官、コンク隊員B、イーストフォース総司令）
- ウェディングピーチDX（女子生徒A）

1997年
- 紺碧の艦隊 特別編 蒼莱開発物語（女性スタッフ）
- 銀河英雄伝説（フェリックス・ミッターマイヤー）
- VS騎士ラムネ&40FRESH（オペレーターA）

1998年
- でたとこプリンセス（ライライ）

2000年
- 勇者王ガオガイガーFINAL（1999年 - 2003年、卯都木命、ピルナス）
- 青の6号（ミューティオたち）

2001年
- ふしぎ遊戯 -永光伝-

2003年
- 新・北斗の拳（マイン）

2005年
- ピカチュウのおばけカーニバル（ゼニガメ）

2006年
- ピカチュウのわんぱくアイランド（ゼニガメ）

2008年
- kiss×sis（母）
- 名探偵コナン MAGIC FILE2 工藤新一 謎の壁と黒ラブ事件（智美）

### Webアニメ
- あずまんが大王（2000年、滝野智）
- 戦慄のミラージュポケモン（2006年、ゼニガメ）
- ポケモン不思議のダンジョン 出動ポケモン救助隊ガンバルズ!（2007年、ピカチュウ）
- 美少女戦士セーラームーンCrystal（2015年、カラベラス）
- ソードガイ The Animation（2018年、若葉）
- 伊藤潤二『マニアック』（2023年、香子[91]）

### ゲーム
1996年
- プリクラ大作戦（キララ）
- トワイライトシンドローム（岸井ミカ） - 2作品
- 女神異聞録ペルソナ（桐島英理子、黛ゆきの）
- ファイアーウーマン纏組（新藤まどか）

1997年
- Cat the Ripper 13人目の探偵士
- 私立ジャスティス学園 LEGION OF HEROES（1997年 - 2000年、若葉ひなた） - 3作品
- デジタルアンジュ -電脳天使SS（スパイラルストーリー）（ラムリュア・ナイアデス・レグルス）

1998年
- お嬢様特急（千歳さとみ）
- 風の丘公園にて（川奈深雪）
- クライシスビート（フェイスウ）
- 個人教授（大貫亜弓）
- 新世代ロボット戦記ブレイブサーガ（芹沢瞬兵）
- 戦国美少女絵巻 空を斬る!!（白鷺いずみ、さくら）
- ツアーパーティー 卒業旅行にいこう（霧島佳澄）
- 東京23区制服WARS（神無月小夜）
- ナムコアンソロジー2
- はいぱぁセキュリティーズ2（黄木蓮）
- ヒロインドリーム2（御前静）
- ファーストKiss☆物語（藤沢優）
- ファーランドサーガ（ファム）
- ゆうわくオフィス恋愛課（霧島佳澄）
- 雪割りの花（子供）

1999年
- エアロダンシングシリーズ（リン管制官、轟つばさ）
- Spiritual Soul（シリウス）
- 戦国美少女絵巻 空を斬る!! 〜春風の章〜（由依、いずみ）
- 火魅子伝〜恋解〜（兎音）
- 猫侍（きさ）
- ペルソナ2 罪（黛ゆきの）
- élan（カナメ）

2000年
- あいたくて… 〜your smiles in my heart〜（藍原ひびき）
- サモンナイト（カシス）
- サンライズ英雄譚R（卯都木命）
- 着信メロディだもん volume.2（音声ガイド）
- ブレイブサーガ2（芹沢瞬兵、卯都木命）

2001年
- メタルスラッグX（メグ教官） - PlayStation版
- アーマード・コア2 アナザーエイジ（コンコード依頼送信者）
- 火焔聖母 〜The Virgin on Megiddo〜（森口紫乃）
- サモンナイト2（カシス、ナツミ）
- シスター・プリンセス（四葉）
- マクロスM3（モアラミア・ジフォン）

2002年
- シャーマンキング 超・占事略決3（マッチ）
- ブレイブナイト 〜リーヴェラント英雄伝〜（ミリア＝レイナス）
- ポポロクロイス はじまりの冒険（ルナ）
- RUNE〜ルーン〜（カティア・ジュルベール）

2003年
- アークス・ファタリス 日本語版（アリア）
- SUNRISE WORLD WAR Fromサンライズ英雄譚（ミコト）
- シスター・プリンセス2（四葉）
- シスター・プリンセス RePure（四葉）
- シャーマンキング ソウルファイト（マッチ）
- スターオーシャン Till the End of Time（ファリン、ウェルチ・ビンヤード、ミナ）
- スーパーロボット大戦シリーズ（2003年 - 2024年、卯都木命 / 機械原種、ピルナス、バドリナート・ハルチャンド） - 7作品
- 魔界戦記ディスガイア（エトナ）

2004年
- ガチャメカスタジアム サルバト〜レ（ハルカ）
- スターオーシャン Till the End of Time ディレクターズカット（ファリン、ウェルチ・ビンヤード、ミナ）
- ファントム・ブレイブ（エトナ）
- ポポロクロイス 月の掟の冒険（ルナ）

2005年
- エレメンタル ジェレイド -纏え、翠風の剣-（フィロ〈フィアズーフ＝エクリロール〉）
- 影牢II -Dark illusion-（侍女レイチェル）
- 新世紀勇者大戦
- ファントム・キングダム（エトナ）
- ラジアータ ストーリーズ（エアデール）
- ローグギャラクシー（MIO、マーク・ポカッチョ、獅子王）

2006年
- サルゲッチュ ミリオンモンキーズ（ハルカ）
- 魔界戦記ディスガイア2（エトナ）

2007年
- スターオーシャン1 First Departure（ウェルチ・ビンヤード）
- トラスティベル 〜ショパンの夢〜（ファルセット）

2008年
- クロスエッジ（エトナ）
- ジグソーワールド 〜大激闘!ジグバトル・ヒーローズ〜（エトナ）
- スターオーシャン2 Second Evolution（ウェルチ・ビンヤード）
- 大乱闘スマッシュブラザーズシリーズ（2008年 - 2018年、ポケモントレーナー〈男〉） - 2作品
- プリニー 〜オレが主人公でイイんスか?〜（エトナ）
- 魔界戦記ディスガイア3（エトナ）

2009年
- スターオーシャン4 -THE LAST HOPE-（ウェルチ・ビンヤード）
- ディスガイア インフィニット（エトナ）
- トリニティ・ユニバース（エトナ）
- Persona（桐島英理子、黛ゆきの）

2010年
- スターオーシャン4 -THE LAST HOPE- INTERNATIONAL（ウェルチ・ビンヤード）
- プリニー2 〜特攻遊戯! 暁のパンツ大作戦ッス!!〜（エトナ）

2011年
- ペルソナ2 罪 INNOCENT SIN（黛ゆきの）
- 魔界戦記ディスガイア4（エトナ）

2012年
- タイムトラベラーズ（新道みこと〈小学生〉）

2013年
- 鬼武者Soul（若葉ひなた）
- ディスガイア D2（エトナ）

2016年
- サモンナイト6 失われた境界たち（ナツミ）
- スターオーシャン5 Integrity and Faithlessness（ウェルチ・ビンヤード）
- スターオーシャン:アナムネシス（ウェルチ・ビンヤード、ファリン）

2017年
- スターオーシャン4 -THE LAST HOPE- 4K & Full HD Remaster（ウェルチ・ビンヤード）

2018年
- 魔界ウォーズ（エトナ）

2019年
- 魔界戦記ディスガイアRPG（エトナ）
- スターオーシャン1 First Departure R（ウェルチ・ビンヤード）

2021年
- 魔界戦記ディスガイア6（エトナ）
- テイルズ オブ アライズ（フィアリエ）

2022年
- スターオーシャン6 THE DIVINE FORCE（ウェルチ・ビンヤード）

2023年
- STAR OCEAN THE SECOND STORY R（ウェルチ・ビンヤード）

2024年
- ブラウンダスト2（ミカエラ）

### ドラマCD
- 愛していると言ってくれ。（吉峰静太郎〈子供時代〉）
- アニメ店長B'店長候補生 日常業務（ラフレシア蝶子）
- エレメンタル ジェレイド 同契 Re-No:2（フィロ〈フィアズーフ＝エクリロール〉）
- エン女医あきら先生 ドラマCD（野呂歩）
- 気象精霊記（ミリィ・オレアノ・ヤクモ）
  - 気象精霊記 (1) 集中豪雨の潰し方
  - 気象精霊記 (2) 正しい台風の起こし方
  - 気象精霊記 (3) 精霊さんとのすごし方
- 幻想大陸 ドラマCD（ツァル）
- 生誕祭奇談（住岡峯子）
- ジャスティス学園シリーズ（若葉ひなた）
  - 私立ジャスティス学園 ドラマアルバム 〜ねらわれた太陽学園 熱血死闘編〜
  - 私立ジャスティス学園 アドベンチャードラマアルバム ねらわれた太陽学園 熱血探偵編
- Sense Off 〜a sacred story in the wind〜ドラマCD（織永成瀬）
- スターオーシャンEXシリーズ（プリシス・F・ノイマン）
- スターオーシャン Till the End of Time Vol.1 新しき風の凱歌（ファリン）
- ツアーパーティー 卒業旅行にいこう ドラマCD（霧島佳澄）
- テイルズ オブ エターニア THE ANIMATION ラスト・サマー（ミニマ）
- ティンクルセイバー ドラマCD（御堂あき）
- ファントム・ブレイブ オリジナルサウンドドラマ（エトナ）
- 勇者宇宙ソーグレーダー オーディオドラマ
  - Vol.1 冒険の風（2025年、卯都木命） - 『勇者宇宙ソーグレーダー』第2巻 CD付特装版
  - Vol.2 目覚めたHEARTの翼（2025年、芹沢瞬兵） - 『勇者聖戦バーンガーン THE NOVEL』上巻 CD付特装版
- ペルソナ2 罪と罰 ～果てしなき青春～（黛ゆきの）
- 魔界戦記ディスガイアシリーズ（エトナ）
  - 魔界戦記ディスガイア ドラマCD
  - 魔界戦記ディスガイア2 ドラマCD1〜魔王降臨編〜
  - 魔界戦記ディスガイア2 ドラマCD2〜魔界騒乱編〜
- 女神異聞録ペルソナ（黛ゆきの）
- 勇者王ガオガイガーシリーズ（卯都木命）
  - スペシャルドラマ1 〜サイボーグ誕生〜
  - スペシャルドラマ2 〜ロボット闇酷冒険記〜
  - スペシャルドラマ3 〜最強勇者美女軍団〜
  - スペシャルドラマ4 〜ID5は永遠に…〜
- 欲望と恋のめぐり シリーズ（唯野七葉）
  - 欲望と恋のめぐり ドラマCD
  - 欲望と恋のめぐり ドラマCD II
- Landreaall-ミュージアム・バルへようこそ!-（ロロット）

### 吹き替え

#### 映画
- クイーン・オブ・ザ・ヴァンパイア
- ザ・コンサルタント
- 素顔のままで（アンジェラ〈ルーマー・ウィリス〉）※テレビ朝日版
- 小さな恋のものがたり－特別編－（ローズマリー）
- ツインズ・エフェクト（ジプシー〈ジリアン・チョン〉）
- ディセンバー・ボーイズ（スパーク〈クリスチャン・ベイヤース〉）
- バッドガイ 反抗期の中年男（チャイタニヤ・チョプラ〈ローハン・チャンド〉）
- 花都大戦 ツインズ・エフェクトII（ブルー〈ジリアン・チョン〉）
- ハムナプトラ2/黄金のピラミッド（アレックス・オコーネル〈フレディ・ボース〉）※フジテレビ版
- ハンテッド（ロレッタ）※ソフト版
- ビッグホワイト（ティファニー〈アリソン・ローマン〉）
- ベッドタイム・ストーリー
- ミス・ポター（ビアトリクス少女時代）
- 墨攻（小肖の姉）

#### テレビドラマ
- iCarly（ネベル・パッパーマン、トリーナ）
- アンフォゲッタブル 完全記憶捜査（モリー）
- イヴのすべて（チョ・チョジェ）
- ヴェロニカ's クローゼット（クロエ〈メアリー・リン・ライスカブ〉）
- ギルモア・ガールズ
- クリミナル・マインド4 FBI行動分課（ダニー・マーフィー）
- CSI:11 科学捜査班（キャムリン）
- CSI:マイアミ10 ザ・ファイナル
- ステート・オブ・プレイ〜陰謀の構図〜（ソニア・ベーカー）
- ドールハウス Dollhouse
- パパにはヒ・ミ・ツ（ジェナ）
- 春のワルツ（カング）
- ビクトリアス（トリーナ・ベガ〈ダニエラ・モネ〉）
- プライベート・プラクティス3（ダニエル）
- ミディアム 霊能者アリソン・デュボア（ブリジット・デュボア〈マリア・ラーク〉）※第3シーズンより

#### アニメ
- アドベンチャー・タイム（フィオナ）
- おさるのジョージ
- ジンジャーの青春日記（ジンジャー）
- スクービー&スクラッピードゥー（ヴェルマ）
- バービーのくるみ割り人形（トミー）
- ビー・クール スクービー・ドゥー！（ヴェルマ）
- フラニーズ・フィート（ルナ）
- ペッパピッグ（羊のスージー）

### 特撮
- ビーファイターカブト（1996年 - 1997年、ビットの声[14]）
- ぼうけん!メカラッパ号（2000年、ラックの声）※人形劇
- 仮面ライダーディケイド（2009年、ニュースキャスターの声[16]）

### 玩具
- ビーファイターカブト コマンドボイサー&インセクトコマンダーユニット COMPLETE EDITION（2023年2月）

### その他コンテンツ
- トワイライトシンドローム 究明編CM
- 私立ジャスティス学園 熱血青春日記2CM
- Sister princess Valentine Party（2001年）
- コニカミノルタプラネタリウム「皆既日食スペシャルショート番組 地球が消える!?7.22皆既日食」（2009年春、ナレーション）
- みらい文庫ちゃんねる
  - 【熱血】熱血サッカー小説をアニメ風にご紹介！（2018年、日向純）
  - 【必聴】大人気のFC6年1組上手すぎる朗読！（2018年、日向純）
- LisBo
  - クレシェンド 序章 花祭りの夜（2019年[102]、ユーリ[103]）
  - クレシェンド 第四章 旅立ち（2019年[104]、ユーリ[104]）
- マスクプレイミュージカル『デリシャスパーティ♡プリキュア ドリームステージ』（2022年、メンメン[105]）